# Conques-en-Rouergue
Conques-en-Rouergue (okzitanisch Concas de Roergue) ist eine französische Gemeinde mit 1.555 Einwohnern (Stand 1. Januar 2022) im Département Aveyron in der Region Okzitanien. Sie gehört zum Kanton Lot et Dourdou und zum Arrondissement Rodez.
Sie entstand als Commune nouvelle mit Wirkung vom 1. Januar 2016 durch die Zusammenlegung der früheren Gemeinden Conques, Grand-Vabre, Noailhac und Saint-Cyprien-sur-Dourdou. Der Verwaltungssitz befindet sich im Ort Conques.

## Gliederung
| Ortsteil                  | ehemaliger INSEE-Code | Fläche (km²) | Einwohnerzahl zum 1. Januar 2022 |
| ------------------------- | --------------------- | ------------ | -------------------------------- |
| Conques (Verwaltungssitz) | 12076                 | 30,51        | 234                              |
| Grand-Vabre               | 12114                 | 29,53        | 361                              |
| Noailhac                  | 12173                 | 15,96        | 146                              |
| Saint-Cyprien-sur-Dourdou | 12218                 | 30,23        | 814                              |

## Geographie
Conques-en Rouergues liegt rund 30 Kilometer östlich des Stadtzentrums von Figeac. Das Gemeindegebiet wird vom Fluss Dourdou durchquert. An der nördlichen Gemeindegrenze verläuft der Lot. Nachbargemeinden sind:
- Cassaniouze im Norden,
- Vieillevie im Nordosten,
- Sénergues im Osten,
- Saint-Félix-de-Lunel und Pruines im Südosten,
- Nauviale im Süden,
- Firmi und Decazeville im Südwesten,
- Flagnac im Westen, sowie
- Saint-Parthem im Nordwesten.